# Joseph Bender
Joseph Bender (* 31. Juli 1815 in Meschede in Westfalen; † 8. Dezember 1893 in Braunsberg in Ostpreußen) war ein deutscher Hochschullehrer und Historiker.

## Leben
Joseph Bender besuchte das Gymnasium Theodorianum in Paderborn und studierte anschließend an der Universität Bonn viereinhalb Jahre lang Geschichte und Philologie. 1840 promovierte er mit einer philologisch-philosophischen Dissertation und legte die Oberlehrer-Prüfung ab. Als Gymnasiallehrer war er zunächst am Gymnasium Laurentianum Arnsberg und Paderborn tätig, dann in Konitz in Westpreußen und ab Oktober 1848 dann am Gymnasium in Braunsberg in Ostpreußen. Nach siebzehnjähriger Lehrtätigkeit wechselte er im Herbst 1863 schließlich vom Gymnasium zum Lyceum Hosianum in Braunsberg. Dort wurde er als Nachfolger von Johann Matthias Watterich (1826–1904) zum ordentlichen Professor für Geschichte ernannt. Er publizierte zahlreiche Aufsätze über die Geschichte Preußens, insbesondere über die Geschichte Ermlands.

## Schriften (Auswahl)
- Morum doctrinae apud Hesiodum initia (Dissertation). Bonn 1840 (books.google.de).
- Geschichte der Stadt Warstein. Werl 1844 (online).
- Die deutschen Ortsnamen, in geographischer, historischer, besonders in sprachlicher Hinsicht, mit steter Berücksichtigung der fremden Ortsbenennungen. Siegen 1846 (books.google.de).
- Geschichte der Stadt Rüden. Eine Darstellung ihrer Einrichtungen, ihrer Gemeinschaftsverhältnisse mit ihren Landgemeinden, und ihrer Schicksale. Nebst einer Geschichte ihrer Rittergeschlechter. Werl 1848 (books.google.de).
- Über Ursprung und Heimat der Franken. Braunsberg 1857 (books.google.de).
- Über die vorgeschichtliche Zeit und den Namen Ermlands. In: Zeitschrift für die Geschichte und Altertumskunde Ermlands. Band 1, Jahrgang 1858–1860, Mainz 1860, S. 15–39 (books.google.de) und S. 397–399 (books.google.de).
- Über den Namen Preußen. In: Zeitschrift für die Geschichte und Altertumskunde Ermlands. Band 1, Jahrgang 1858–1860, Mainz 1860, S. 384–397 (books.google.de).
- Zur preußischen Brakteatenkunde. In: Zeitschrift für die Geschichte und Altertumskunde Ermlands. Band 1, Jahrgang 1858–1860, Mainz 1860, S. 601–627 (books.google.de).
- Begrenzung, Einteilung und Kirchen der ehemaligen Diözese Pomesanien. In: Zeitschrift für die Geschichte und Altertumskunde Ermlands, Band 2, Jahrgang 1861–1863, Mainz 1863, S. 178–191 (books.google.de).
- Über Zantir. In: Zeitschrift für die Geschichte und Altertumskunde Ermlands. Band 2, Jahrgang 1861–1863, Mainz 1863, S. 192–226 (books.google.de).
- Die altpreußischen Landschaften innerhalb der ermländischen Diözese. In: Zeitschrift für die Geschichte und Altertumskunde Ermlands, Band 2, Jahrgang 1861–1863, Mainz 1863, S. 359–386 (books.google.de).
- als Hauptautor: Geschichte des Königlichen Gymnasiums zu Braunsberg während seines dreihundertjährigen Bestehens. Heyne, Braunsberg 1865.
- Zur altpreußischen Mythologie und Sittengeschichte. In: Altpreußische Monatsschrift, Band 2, Königsberg 1865, S. 577–603 (books.google.de) und S. 694–717 (books.google.de).
- Ein Münzfund in Braunsberg. In: Neue Preußische Provinzial-Blätter, Band 73, Königsberg 1870, S. 372–374 (books.google.de).
- Eine heidnische Begräbnisstätte auf der Willenberger Feldmark. In: Neue Preußische Provinzial-Blätter, Band 73, Königsberg 1870, S. 662–666 (books.google.de)
- Ermlands politische und nationale Stellung innerhalb Preußens an den Hauptmomenten seiner früheren Geschichte und Verfassung dargelegt, 1872.
- Beiträge zur Geschichte des preußischen Geld- und Münzwesens, 1878.
- Begründung und Erläuterung der Stammtafel der Grafen von Berg und Altena und des davon in weiblicher Linie abstammenden Hohenzollern'schen Königs- und Kaiserhauses. Zugleich mit d. Nachw. über die Descendenz u. Verzweigung dieses Stammes in westpreuss. u. westfäl. adeligen u. bürgerl. Familien; als Ms. f. d. Familie gedr., Braunsberg 1885 Digitalisat
- Topographisch-historische Wanderungen durch das Passargegebiet, in: Zeitschrift für die Geschichte und Alterthumskunde Ermlands, Band 9, Jahrgang 1887–1890, Braunsberg 1891,  S. 1–82 (Google Books).

Als Herausgeber
- Geschichte der philosophischen und theologischen Studien in Ermland. Festschrift des Königl. Lyceum Hosianum zu Braunsberg zu seiner fünfzigjährigen Jubelfeier, sowie zur Erinnerung an das vierhundertjährige Bestehen der Hosianischen Anstalten überhaupt, Braunsberg 1868 (books.google.com).
- Ermländischer Hauskalender
- Zeitschrift für die Geschichte und Alterthumskunde Ermlands